# NGC 3855
NGC 3855 is een balkspiraalstelsel in het sterrenbeeld Grote Beer. Het hemelobject werd op 8 mei 1864 ontdekt door de Duits-Deense astronoom Heinrich Louis d'Arrest.

## Synoniemen
- IC 2953
- UGC 6709
- MCG 6-26-25
- ZWG 186.33
- PGC 36530